# Saint-Gabriel-de-Valcartier
Saint-Gabriel-de-Valcartier è un comune canadese nella provincia del Québec di circa tremila abitanti. Si trova nella municipalità regionale di La Jacques-Cartier; ospita un'importante base aerea (Base des Forces canadiennes Valcartier), un grande parco tematico (Village Vacances Valcartier) e una stazione sciistica.

## Sport
Stazione sciistica specializzata nello sci nordico, ha ospitato varie competizioni internazionali di biathlon (tra le quali i Mondiali juniores 1998 e una tappa della Coppa del Mondo 1999) e di sci di fondo (tra le quali diverse tappe della Nor-Am Cup e numerose gare minori).